# Tarkalepkék
A tarkalepkék (Nymphalinae) a lepkék (Lepidoptera) rendjében a tarkalepkefélék (Nymphalidae) névadó alcsaládja.

## Megjelenésük, felépítésük
Szárnyaikon jellegzetesen rácsszerű, vörösbarna-fekete mintázat figyelhető meg. Első lábpárjuk csökevényes: kapaszkodásra egyáltalán nem alkalmas, csak a fej tisztogatására jó.

## Rendszerezésük

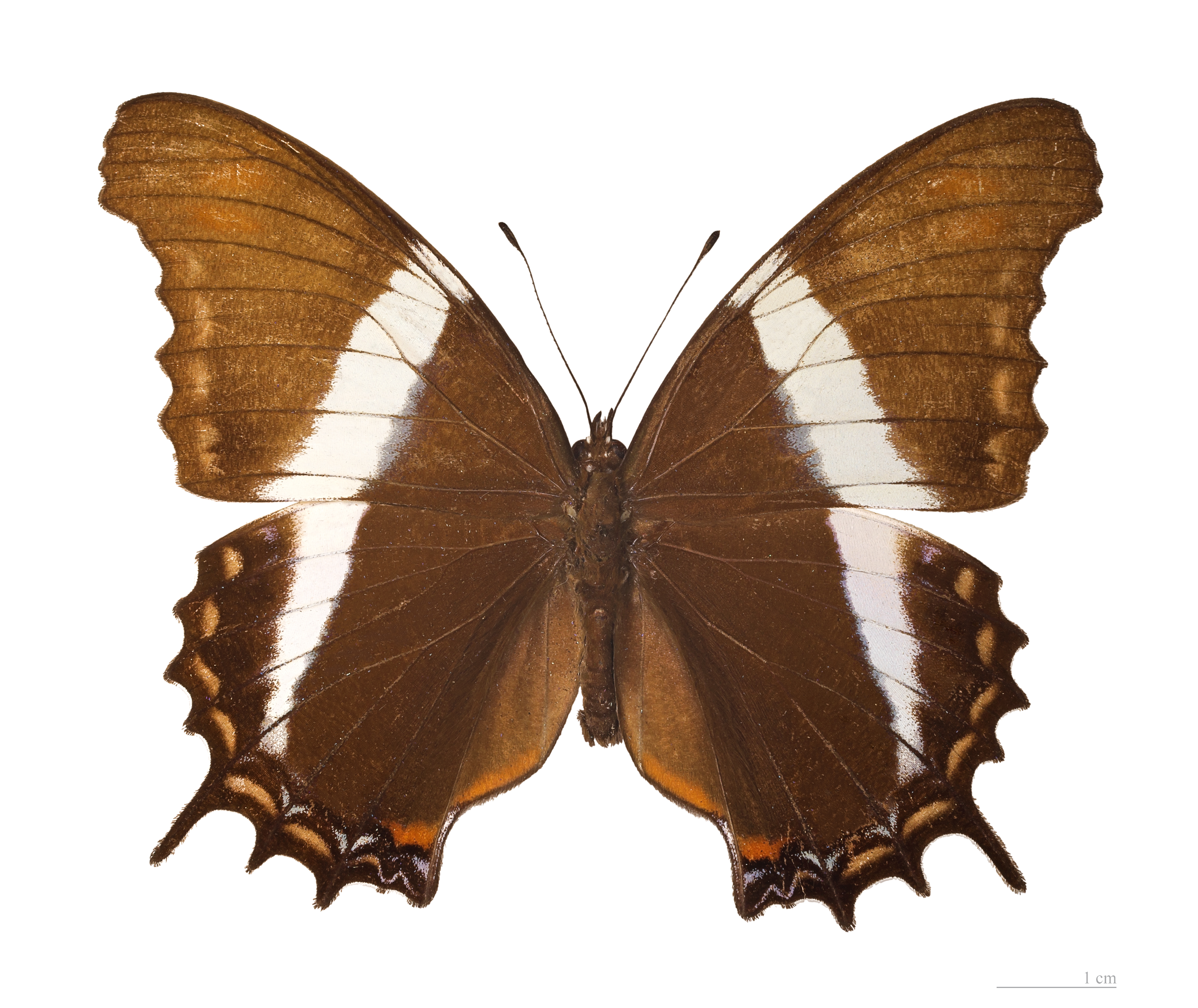
Victorinini - Siproeta superba

Az alcsaládba az alábbi nemzetségek, alnemzetségek és nemek tartoznak:

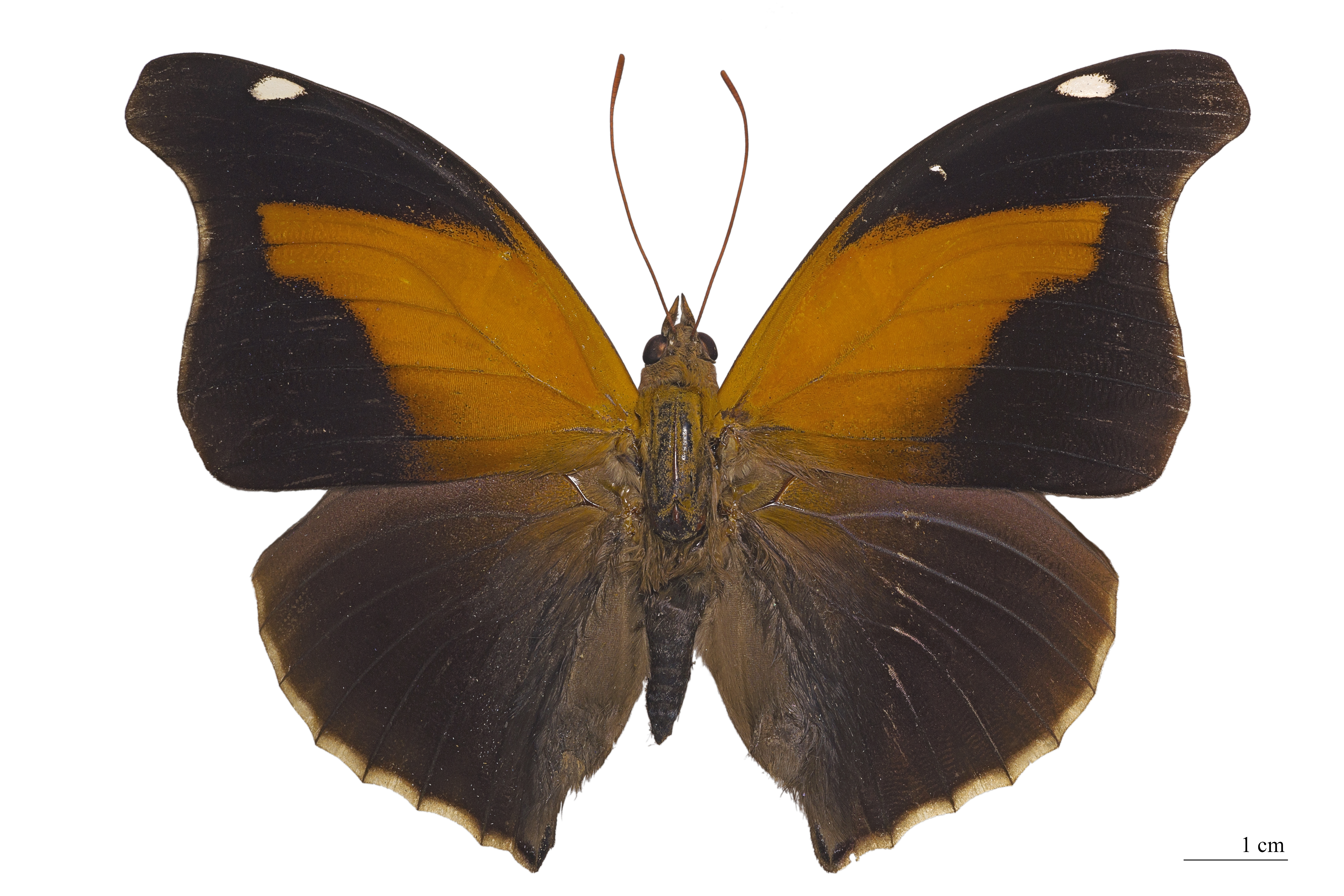
Coeini - Historis odius

- Coeini nemzetség
  - Baeotus
  - Historis Coeini - Historis odius
- Junoniini nemzetség
  - Hypolimnas
  - Junonia
  - Precis
  - Protogoniomorpha
  - Salamis
  - Yoma
- Kallimini nemzetség
  - Catacroptera
  - Doleschallia
  - Kallima
  - Mallika
- Melitaeini nemzetség
  - Chlosynina alnemzetség
    - Antillea
    - Atlantea
    - Chlosyne
    - Poladryas
    - Microtia

  - Euphydryina alnemzetség
    - Euphydryas

mocsári tarkalepke (Euphydryas aurinia, Eurodryas aurinia)
díszes tarkalepke (Euphydryas maturna, Eurodryas maturna)
- - Gnathotrichina alnemzetség
    - Gnathotriche
    - Higginsius

  - Melitaeina alnemzetség
    - Melitaea

közönséges tarkalepke (Melitaea athalia)
recés tarkalepke (Melitaea aurelia)
barnás tarkalepke (Melitaea britomartis)
réti tarkalepke (Melitaea cinxia)
kockás tarkalepke (Melitaea diamina)
tüzes tarkalepke (Melitaea didyma)
nagy tarkalepke (Melitaea phoebe)
Melitaea telona
pannon tarkalepke (magyar tarkalepke, Kovács-tarkalepke, Melitaea telona kovacsi)
kis tarkalepke (Melitaea trivia)
- -     - Mellicta

közönséges tarkalepke (Mellicta athalia)
- - Phyciodina alnemzetség
    - Anthanassa
    - Castilia
    - Dagon
    - Eresia
    - Janatella
    - Mazia
    - Ortilia
    - Phyciodes
    - Phystis
    - Tegosa
    - Telenassa
    - Tisona
- Szöglencrokonúak nemzetsége (Nymphalini)
  - Aglais
  - Antanartia
  - Araschnia

pókhálóslepke (Araschnia levana)
- - Colobura
  - Hypanartia
  - Inachis

nappali pávaszem (Inachis io)
- - Kaniska
  - Jupitella †
  - Mylothrites †
  - Mynes
  - rókalepke (Nymphalis)
  - Polygonia

C-betűs lepke (Polygonia c-album)
- - Pycina
  - Smyrna
  - Symbrenthia
  - Tigridia
  - Vanessa

bogáncslepke (Vanessa cardui, Cynthia cardui)
Atalanta-lepke (Vanessa atalanta, Pyrameis atalanta)
- Victorinini
  - Anartia
  - Metamorpha
  - Napeocles
  - Siproeta Victorinini - Siproeta superba

### Besorolatlan nemek
- Rhinopalpa
- Kallimoides
- Vanessula